# رسوم نام‌گذاری اسپانیایی
نام‌های اسپانیایی روش سنتی شناسایی و راه رسمی ثبت افراد در اسپانیا است. این نام‌ها از یک نام کوچک (ساده یا ترکیبی ) و دو نام خانوادگی (اولین نام خانوادگی هر یک از والدین) تشکیل شده‌اند. به‌طور سنتی، نام خانوادگی اول اولین نام خانوادگی پدر و دومی نام خانوادگی اول مادر است. از سال ۱۹۹۹، ترتیب نام‌های خانوادگی در یک خانواده در اسپانیا هنگام ثبت نام اولین فرزند تعیین می‌شود، اما تقریباً به‌طور همگانی ترتیب سنتی انتخاب می‌شود (۹۹٫۵۳٪ مواقع). 
|  |  |  |  | José García Torres | José García Torres | José García Torres | José García Torres | José García Torres  | José García Torres |  |  | María Acosta Gómez | María Acosta Gómez | María Acosta Gómez | María Acosta Gómez | María Acosta Gómez | María Acosta Gómez |  |  |  |  |  |  |  |  |
|  |  |  |  | José García Torres | José García Torres | José García Torres | José García Torres | José García Torres  | José García Torres |  |  | María Acosta Gómez | María Acosta Gómez | María Acosta Gómez | María Acosta Gómez | María Acosta Gómez | María Acosta Gómez |  |  |  |  |  |  |  |  |
|  |  |  |  |                    |                    |                    |                    |                     |                    |  |  |                    |                    |                    |                    |                    |                    |  |  |  |  |  |  |  |  |
|  |  |  |  |                    |                    |                    |                    | Pablo García Acosta |                    |  |  |                    |                    |                    |                    |                    |                    |  |  |  |  |  |  |  |  |

رسم عمومی این است که از یک نام کوچک و اولین نام خانوادگی استفاده شود (مثلاً " پنه لوپه کروز " برای پنه لوپه کروز سانچز). نام کامل برای امور حقوقی، رسمی و اسنادی اهمیت دارد. هر دو نام خانوادگی گاهی زمانی که اولین نام خانوادگی بسیار رایج است (به عنوان مثال، فدریکو گارسیا لورکا، پابلو روئیز پیکاسو یا خوزه لوئیس رودریگز زاپاترو) به‌طور سازمان یافته استفاده می‌شوند تا نامی متمایزتر به دست دهند. در این موارد، حتی استفاده از نام خانوادگی دوم، مانند «لورکا»، «پیکاسو» یا «زاپاترو» رایج است. این بر ترتیب الفبایی آنها تأثیر ندارد: «لورکا»، شاعر اسپانیایی، باید در فهرست زیر «گارسیا لورکا» قرار گیرد، نه «لورکا» یا «گارسیا».

## حروف ربط اسمی

### حرف اضافه "de" (از)
در زبان اسپانیایی، حرف اضافه de ("از") به عنوان یک حرف ربط به دو سبک نام خانوادگی مختلف استفاده می‌شود، و همچنین در نوعی نقش نگهدارنده برای ابهام زدایی از نام‌های خانوادگی که ممکن است به عنوان نام‌های اضافی اشتباه گرفته شوند استفاده می‌شود. سبک اول در فرمول نام‌های خانوادگی پدرنامانه و مکان نامانه است، به عنوان مثال گونزالو فرناندز د کوردوبا، پدرو لوپز د آیالا، و واسکو نونیز د بالبوآ، مانند خیلی از نام‌های کنکیستادورها.

#### پسوند -ez
پس از تهاجم ویزیگوت‌ها به شبه جزیره ایبری، جمعیت محلی تا حد زیادی یک سیستم نامگذاری پدرنامانه را پذیرفتند: پسوند -icī (یکی لاتین به معنای پسر) به نام پدر متصل می‌شود تا نامی پدرنامانه برای پسر ایجاد کند. این پسوند بسته به زبان به تدریج به اشکال محلی مختلف تبدیل شد. به عنوان مثال، پسر فرناندو نامیده می‌شود:
- باسک: فرناندیتز[۷]
- کاستیا: فرناندز
- کاتالان: فراندیس
- پرتغالی و گالیسی: فرناندز

این نظام بیشتر در منطقه مرکزی کاستیل، اما نه محدود به آن، رایج بود. نام‌های خانوادگی خالی، یعنی نام پدر بدون پسوند -itz/-ez/-is/-es نیز یافت می‌شود و به‌ویژه در کاتالونیا رایج است. به این ترتیب، مهاجرت دسته جمعی در قرن بیستم منجر به یکسان‌سازی خاصی از چنین تفاوت‌های منطقه ای شده است.

## زبان‌های دیگر اسپانیا
به رسمیت شناختن رسمی سایر زبان‌های نوشتاری اسپانیا - کاتالان، باسک و گالیسی - به‌طور قانونی به جوامع خودمختار اجازه داد تا هویت اجتماعی بومی خود را بازسازی کنند، از جمله استفاده قانونی از نام‌های شخصی در زبان‌های محلی و سنت‌های نوشتاری. اینها از سال ۱۹۳۸ ممنوع شده بودند. گاهی این کار با املای مجدد نام‌ها برای تغییر فرم‌های اسپانیایی کاستیلی به زبان اصلی آنها انجام می‌شود.